# Скотт Маккол
Скотт МакКолл (англ. Scott McCall) — головний герой американського серіалу "Вовченя". Хлопець живе в Бейкон Хіллз звичайним  життем як і усі люди до того, як  Скотт перетворюється на перевертня від укусу вовка Пітера Хейла. Разом з власною зграєю Стайлз Стілінскі (людина, 1-6 сезони), Лідія Мартін (банши, 2-6 сезони), Дерек Хейл (перевертень, 1-6 сезони), Айзек Лейхі (перевертень, 2-4 сезони), Ітен та Ейден (перевертні, 3-4 сезони), Кіра Юкімура (кіцуне, 3-5сезони), Малія Хейл (вовченя, 3-6 сезони), Ліам Дамбар (перевертень, 5-6 сезони)) врятує життя людей в Бейкон Хіллс.

## Перший сезон
Скотт МакКолл -  учень середньої школи міста Бейкон Хіллс. Був вигнанцем у власній школі, сидів на лавці запасних у команді по лакроссу. Також хлопець хворів на астму і був змушений постійно використовувати інгалятор. Його батьки в розлученні, він живе зі своєю матір'ю, Мелісою МаКколл, яка працює медичною сестрою у лікарні. Батько Скотта - агент ФБР.
Скотт підробляє у ветеринарній клініці асистентом доктора Алана Дітона, який є друїдом і колишнім радником зграї Талії Хейл, також допомагає перевертням.
Блукаючи в лісі зі своїм кращим другом Стайлзом в пошуках трупа (поліція знайшла половину тіла невідомої дівчини і вони вирішили самі знайти другу половину), Скотта  кусає перевертень. З цього моменту його життя кардинально змінюється. На наступний день у нього зцілюється рана від укусу перевертня, пропадає потреба в інгаляторі і починають проявлятися нелюдські здібності: приголомшливий слух, загострений нюх, відмінна швидкість.
Завдяки новим можливостям він стає спів-капітаном в шкільній команді з лакроссу (другий капітан - Джексон Уіттмор). За словами тренера Боббі Фінстока: «Скотт - кращий гравець в команді по лакроссу».
З допомогою свого кращого друга Стайлза Стілінскі і загадкового перевертня від народження Дерека Хейла він повинен навчитися контролювати себе, щоб зуміти захистити свою сім'ю, друзів і дівчину - Еллісон Арджент, батько якої був мисливцем на перевертнів. Протягом всього сезону вони все ближче підходять до розгадки того, ким є альфа, який вкусив Скотта, але йому вистачає турбот і крім цього. Ардженти ставляться до нього з підозрою, ситуація лише загострюється, коли в місто приїжджає тітка Еллісон - Кейт Арджент. По дорозі, на неї нападає переверень. Та саме вона влаштувала пожежу в будинку Хейлів, після якого велика частина родини Дерека загинула. Один з тих, хто вижив - Пітер Хейл, не подає жодних ознак життя. Пізніше з'ясовується, що саме він вкусив Скотта. Під час танцювального вечору у школі Лідію кусає Альфа. Стайлз, який прибіг на допомогу змушений допомагати Альфі у пошуках Скотта та Дерека. У фінальних серіях 1 сезону Ардженти дізнаються про справжню сутність Скотта, а Пітер жадає отримати новонаверненого бету в свою зграю, проте Дерек змагається з ним і перемагає, ставши новим альфою. 

## Другий сезон
У другому сезоні героїв знову чекають труднощі. У фіналі першого сезону до Дерека приходить Джексон з проханням вкусити його, і він погоджується (Джексону не вдається стати перевертнем, замість цього він виявляється канімою). Дерек починає створювати свою зграю. Для цього він кусає Айзека, який є однокласником Скотта. Батько Айзека, розсердившись через погану успішність сина у школі, кидає у нього всілякий посуд. Осколок кувшина раник хлопця, але поріз в ту ж мить заживає. Хлопець страшенно лякається та тікає з дому; намагаючись розшукати сина на батька Айзека нападає перевертень та вбиває його. Батько Еллісон забороняє дочці бачитися зі Скоттом, погрожуючи його вбивством. У місто, на похорон Кейт, приїжджає безжалісний мисливець Джерард - дідусь Еллісон, який з самого початку не викликає довіри у Скотта. Він оголошує війну всім перевертням, попередньо показово вбивши перевертня-омегу, який напав на машину швидкої допомоги, але про його справжні мотиви стає відомо набагато пізніше. Скотт змушений знову прикидатися людиною, навіть Ардженти покривають його, не розкриваючи Джерарду його істинної сутності. На дверях дому Хейлів залишають свій знак зграя Альф.

## Третій сезон
Протягом 3 сезону Скотт з Дерек намагаються з'ясувати причини смертей багатьох людей. Під підозрою - нова зграя перевертнів у місті. Яка також напала на Айзека. Однак йому допомагає врятуватися невідома дівчина. Голова цієї зграї Альф - Девкаліон - прагне забрати до себе Дерека та Скотта, оскільки він  володіє набагато більшими фізичними характеристиками, ніж бета-перевертні. Декваліон - сліпий, однак є найсильнішим з усіх членів зграї. Очі Скотта в деяких випадках ставали червоними, як у альф. Лікар Дітон пояснив причину: "Іноді бета може стати альфою, не крадучи чужої силу, тобто не вбиваючи альфу. Таких називають істинними альфами. Такими стають тільки завдяки своєму характеру і силі волі ». У Лідії відкриваються все нові таланти. Скотт і Стайлз розуміють, що це може стати ключем до розгадки вбивств у містечку. Скотт та його друзія випробують древній та надзвичайно небезпечний ритуал, щоб врятувати дорогих їм людей, а також попередити досягнення Девкаліоном його зловіщої цілі. 
В 3 сезоні 12 серії Скотт став повноцінним істинним альфою.

## Четвертий сезон[3]
Дерек зникає. Для того щоб врятувати його Скотт і його зграя повинні відправитися в Мексику на "операцію по збереженню". Проте друзі не все продумали. В результаті, вони потрапляють до рук мисливців. У школі стається містична епідемія. Внаслідок якої до міста прибувають співроюітники Центру по контролю захворювань. Згодом стає зрозуміло, що справжня ціль людей із ЦКЗ - перевертні. В результаті, Скотт, Малія та Кіра були замкнені у сховищі Хейлов. У цьому сезоні Скотт кусає Ліема, рятуючи йому життя. Після чого Ліем переворюється у нового бета Скотта і стає новим учасником зграї. Зграя Скотта бореться з берсерками. Завдяки своїм друзям Скотт зміг перемогти їх і врятувати Дерека. 

## П'ятий сезон
Зграя Скотта зіткнулася з новим ворогом. Тим часом, в Бейкон Хіллс повертається приятель Скотта і Стайлза - Тео. Стайлз разом із Ліама намагається довести своїм друзям, що Тео — небезпечний. Скотт і Кіра пробують протистояти новим перевертням, яких називають Лікарями. Книга про Лікарів-перевертнів приводить друзів до її автора -  Валлака. Після прочитання книги у Скотта, Стайлза і Лідії з'являються незвичайні галюцинації. Скотт бачить випадок з власного дитинства і повертається до того часу, коли в нього була астма. В нього стається приступ і Ліем допомагає йому. Скотт змушений вдатися до крайнощів. Він читає спогади Корі, запхавши йому в шию кігті. 
Звір (остання химера Лікарів) нападає на мешканців Бейкон Хіллс. Джерард розказує історію про цього звіра та його вбивство Жеводанською Дівою - молодої француженки по імені Марі-Жанна. Звір тероризує учнів школи. Скотт и Ліам дізнаються хто ховається під ім'ям Звіра. Пустельна Вовчиця намагається вбити Малію. Але Скотт зміг побороти Звіра і врятувати мешканців містечка.

## Шостий сезон
В  6 сезоні Скотт і його друзі дізнаються про Диких вершників, які забирають Стайлза, його найкращого друга. Після зіткнення із примарним вершником Стайлз розуміє, що ніхто окрім Лідії його не пам'ятає. На наступний день Скотт зауважує, що в його житті чогось не вистачає, може, навіть когось. Він, Лідія і Малія збираються в лісі. Скотт каже, що вони повинні йому допомогти згадати. Тоді він розповідає, що був в цьому лісі кілька років тому. Але як потрапив, навіщо прийшов та інші подробиці він не міг пояснити.
Головні герої, закінчивши школу, готуються до від'їзду. В цей час з Будинку Ехо на волю виривається Цербер, ув'язнений там з самого його заснування. Скотт та Ліам знаходять мертвих вовків. В школу вривається Цербер, заявляючи, що він повинен зупинити те, що головні герої випустили. Ліаму вдається його зупинити.
Скотт і його друзі повинні зробити важливе відкриття. Саме від нього залежить успіх їхньої фінальної операції. Скотт намагається запобігти загибелі місцевих мешканців. Однак зусилля головного героя виявляються марними, а в місті починається повномасштабна війна.

## Слабкості і сили
Як і всіх перевертнів, Скотта послаблює вовчий аконіт. У 6 епізоді 1-го сезону Скотт виявляє, що Еллісон є «якорем», коли справа доходить до контролю частоти скорочення серцевих м'язів.
До третього сезону Скотт не міг пройти крізь попіл горобини (такий подвиг йому все ж вдалося зробити в кінці першої половини 3 сезону і саме тоді з'ясувалося, що він - справжній альфа).
Скотт Маккол сильніше інших Альф, тому що він є істинною Альфою. Також у Скотта є гострий слух і гарний нюх. Як все перевертні, Скотт може швидко зцілюватися, але якщо рани отримані від іншого Альфи, то зцілення буде довше.